# Voyage au centre de la Terre (film, 2008)
Pour les articles homonymes, voir Voyage au centre de la Terre (homonymie).
Série
Voyage au centre de la Terre 2
(2012)
Pour plus de détails, voir Fiche technique et Distribution.
Voyage au centre de la Terre (également connu sous le nom de Voyage au centre de la Terre - 3D lors de son exploitation en salle) est un film d'aventure américain réalisé par Eric Brevig et sorti en 2008.

## Synopsis
Personne ne croit plus le professeur Trevor Anderson lorsqu'il affirme être sur le point de faire une extraordinaire découverte. Ses hypothèses révolutionnaires l'ont mis au ban de la communauté scientifique. Pourtant, au cours d'une expédition en Islande, Trevor et son neveu, le jeune Sean, sous la conduite de leur guide islandaise Hannah, vont se retrouver plongés dans l'inconnu.
Dans leur périple vers les profondeurs de la Terre, ils rencontreront des mondes inexplorés, des merveilles extraordinaires, des dangers mortels et des créatures fabuleuses... Une seule chose est certaine : à 6 km sous la surface, tout peut arriver.

## Fiche technique
- Titre français : Voyage au centre de la Terre
- Titre original : Journey to the Center of the Earth
- Accroche : La même planète. Un monde différent.
- Réalisation : Eric Brevig
- Scénario : Michael D. Weiss, Jennifer Flackett et Mark Levin (tiré de l'œuvre de Jules Verne)
- Production : Beau Flynn, Cary Granat et Charlotte Huggins
- Sociétés de production : Walden Media et New Line Cinema
- Distribution : New Line Cinema, Metropolitan Filmexport
- Musique : Andrew Lockington
- Photographie : Chuck Shuman
- Montage : Steven Rosenblum, Paul Martin Smith et Dirk Westervelt
- Costumes : Mario Davignon
- Genre : Aventure et fantastique
- Format : 35 mm - couleur - 3D - 1.85:1 - DTS
- Budget : 60 000 000 $[1],[2]
- Box-office : 245 000 000 $
- Durée : 92 minutes
- Pays :  États-Unis - anglais, islandais, italien
- Date de sortie[3] :
  -  Brésil,  Royaume-Uni et  États-Unis : 11 juillet 2008
  -  France : 16 juillet 2008

## Distribution
- Brendan Fraser (VF : Jean-Pierre Michaël ; VQ : Daniel Picard) : Trevor Anderson
- Josh Hutcherson (VF : Alexandre Nguyen ; VQ : Gabriel Favreau) : Sean Anderson
- Aníta Briem (VF : Laura Préjean ; VQ : Amélie Bonenfant) : Hannah Ásgeirsson
- Seth Meyers (VF : Jérémy Prévost ; VQ : Patrice Dubois) : le professeur Alan Kitzens
- Jean Michel Paré : Max Anderson
- Frank Fontaine (VF : Gérard Rinaldi) : le vieil homme
- Giancarlo Caltabiano : Leonard
- Garth Gilker : Sigurbjörn Ásgeirsson
- Jane Wheeler : Elisabeth Anderson

- Version française
  - Société de doublage : Dubbing Brothers
  - Direction artistique : Danielle Perret
  - Adaptation des dialogues : Déborah Perret

Source et légende : version française (VF) sur RS Doublage et AlloDoublage ; version québécoise (VQ) sur Doublage.qc.ca

## Box-Office
| Pays                     | Box-office        |
| Box-office Monde         | 241 995 151       |
| Box-office International | 140 290 781       |
| Box-office États-Unis    | 101 704 370       |
| Box-office France        | 1 220 264 entrées |

## Production
Ce film n'est pas vraiment un remake de celui de 1959 et ne peut s'afficher comme une adaptation pure et simple du roman éponyme de Jules Verne. En effet, il pose en postulat que le roman de Verne n'est pas un roman d'imagination, mais la narration authentique de l'aventure qu'Otto Lidenbrock aurait vécue avec son neveu Axel et leur guide Hans, et que le même Otto aurait raconté à Verne qui se serait chargé de la transcrire.
Cette astuce scénaristique permet au réalisateur de s'affranchir de l'adaptation scolaire tout en restant assez fidèle à l'esprit du roman. Ainsi le professeur Trevor Anderson flanqué de son neveu Sean part sur les traces d'Otto Lidenbrock lui-même accompagné en 1864 par son neveu Axel (le narrateur du roman). Il n'est cependant fait aucune mention d'Arne Saknusemm, scientifique du XVIe siècle qui est le déclencheur de l'aventure d'Otto Lidenbrock. Cela permet aussi de transposer Hans, le guide de Lidenbrock, en Hannah, une guide de montagne islandaise.
L'univers de Verne se trouve ainsi transposé à notre époque, au début du XXIe siècle, et intègre le téléphone cellulaire, la PlayStation Portable et Internet. On retrouve, avec quelques modifications, les éléments qui marquent le roman : les champignons géants, les monstres marins, l'isolement accidentel du neveu par rapport à son oncle et leur guide, la remontée par la cheminée d'un volcan (ce n'est plus le Stromboli, mais le Vésuve)...

### Stéréoscopie
La caméra stéréoscopique utilisée pour le tournage du film est la caméra 3-D fusion développée par Vince Pace et James Cameron pour Avatar. Les tournages stéréoscopiques se faisaient jusque-là avec la RCS et ce film est le premier à avoir pu bénéficier de la nouvelle technologie apportée par la 3-D fusion (avant Avatar).
Contrairement aux autres lunettes anaglyphes sur le marché qui utilisent généralement des filtres de couleur rouge+cyan, celles du film utilisent des filtres de couleur magenta+vert.

## Suite
Une suite, Voyage au centre de la Terre 2 : L'Île mystérieuse, est sortie en février 2012 : seul Josh Hutcherson reprend son rôle dans cette suite.

## DVD / Blu-Ray
- France :

Le film a fait l'objet de nombreuses éditions sur plusieurs supports.
- DVD : 5 éditions.

- Voyage au centre de la Terre Boitier standard (DVD-9 Keep Case) édité par Metropolitan Vidéo et distribué par Seven 7 le 21 janvier 2009. Le ratio écran est en 1.85:1 panoramique 16:9. L'audio est en Français et Anglais 5.1 Dolby Digital. Des sous-titres en Français sont disponibles. En supplément un commentaire audio en VOST du réalisateur Eric Brevig et de l'acteur Brendan Fraser. La durée du film est de 89 minutes. Il s'agit d'une édition Zone 2 Pal.
- Voyage au centre de la Terre édition collector Version 3D Boitier dans fourreau lenticulaire effet relief 3D (2 DVD-9 Keep Case) édité par Metropolitan Vidéo et distribué par Seven 7 le 21 janvier 2009. Le ratio écran est en 1.85:1 panoramique 16:9. L'audio est en Français et Anglais 5.1 Dolby Digital. Des sous-titres en Français sont disponibles. DVD 1 : le film est en version normale avec en supplément le commentaire audio en VOST du réalisateur et de l'acteur principal et des bandes annonces en VOST. DVD 2 : le film est en version 3D avec en supplément le commentaire audio du réalisateur et de l'acteur, trois documentaires en VOST sur la fabrication du film et 2 jeux interactifs sur une aventure au centre de la Terre. 4 paires de lunettes 3D (Magenta / Vert) sont fournies. La durée du film est de 89 minutes. Il s'agit d'une édition Zone 2 Pal.
- Les deux précédentes éditions sont aussi sorties chez le même éditeur mais distribué par Warner Home Vidéo France à la même date.
- Le film est sorti dans la collection Warner le 6 février 2013. Il s'agit d'un DVD-9 Keep Case contenu dans un fourreau de collection.
- Blu-ray : 6 éditions.

- Voyage au centre de la Terre Boitier dans fourreau lenticulaire effet relief 3D (BD-50 Blu-ray) édité par Metropolitan Vidéo et distribué par Seven 7 le 21 janvier 2009. Le ratio écran est en 1.85:1 panoramique 16:9 natif en 1080p. L'audio est en Français et Anglais 5.1 DTS HD Master Audio. Des sous-titres sont disponibles. Le film est en version 2D + 3D relief. Il contient 4 paires de lunettes 3D (Magenta / Vert). En suppléments : commentaire audio du réalisateur et de l'acteur principal (VOST) ; documentaire "un monde au cœur de notre monde" (10 min VOST) ; documentaire "Comment fabriquer de la bave de dinosaure" (VOST) ; "Dans la peau de Josh" : une journée de travail avec Josh Hutcherson (6' VOST) ; Bandes-annonces (VOST). La durée du film est de 92 minutes. Il s'agit d'une édition Zone B.
- La précédente édition est aussi sortie chez le même éditeur mais distribué par Warner Home Vidéo France à la même date.
- Le film est sorti dans la collection Blue-Line chez Warner Home Vidéo dans un fourreau bleu le 29 avril 2011
- Le film est sorti dans une édition 3D active seule le 15 février 2012 édité par Metropolitan Vidéo et distribué par Warner Home Vidéo France.
- Le film est sorti dans une édition 3D active seule le 15 février 2012 édité par Metropolitan Vidéo et distribué par Seven 7 avec les mêmes caractéristiques techniques et les mêmes bonus que la version 2D. Le boitier est contenu dans un fourreau.
- Le film est sorti dans une édition 2D avec tous les bonus présents sur les éditions collector DVD et les bonus Blu-ray le 5 octobre 2012 édité par Metropolitan Vidéo et distribué par Seven 7.